# عيران كوليرين
عيران كوليرين (بالعبرية: ערן קולירין‏) (و. 1973  م) هو مخرج أفلام، وكاتب سيناريو إسرائيلي، ولد في حولون.

## وصلات خارجية
- عيران كوليرين على موقع IMDb (الإنجليزية)
- عيران كوليرين على موقع ألو سيني (الفرنسية)
- عيران كوليرين على موقع أول موفي (الإنجليزية)
- عيران كوليرين على موقع قاعدة بيانات برودواي على الإنترنت (الإنجليزية)
- عيران كوليرين على موقع قاعدة بيانات الأفلام السويدية (السويدية)
- عيران كوليرين على موقع قاعدة بيانات الفيلم (الإنجليزية)
- عيران كوليرين على موقع كينوبويسك (الروسية)